# Garage Rock
Garage Rock (englisch) bezeichnet eine von den USA ausgehende Stilrichtung der Rockmusik. Weitere Bezeichnungen für diese Stilrichtung sind Garage, Garagenrock sowie Garage-Punk oder Sixties-Punk. Mit den letzteren wird ein nachträglicher Bezug zum Punkrock der 1970er Jahre hergestellt. Weitere alternative Bezeichnungen sind Freakbeat für fast ausschließlich britische Bands sowie die Bezeichnung Acid Rock für die psychedelische Phase.

## Klangcharakteristik
Der Garage Rock ist eine einfache, ungeschliffene Form des klassischen Rock ’n’ Roll oder Rhythm and Blues (R'n'B). Er ist meist schnörkellos und „straight“ gespielt und die Songs bestehen häufig aus wenigen Akkorden, die sich immer wiederholen. Letztendlich war diese Einfachheit stilbildend. Außerdem sind oftmals mehrstimmige Gesangsharmonien, hymnische Melodien und harte, verzerrte Gitarrenklänge für diesen Musikstil typisch. Daher gilt der Garage Rock auch als musikalischer Vorläufer des Punkrock und des heutigen Indie-Rock.

## Geschichte
Die ersten Garage-Rock-Bands entstanden Anfang der 1960er Jahre in den USA unter dem Einfluss der British Invasion. Die allgemeine Begeisterung unter den Jugendlichen für englische Bands wie die Kinks, die Beatles, die Rolling Stones, The Who, Them und viele andere führte zu einer großen Anzahl neuer amerikanischer Bands, die diesen Idolen nacheiferten. Aus Mangel an geeigneten Übungsräumen nutzten diese Bands oft die hauseigene Garage zum Üben – daher stammt die Bezeichnung Garage Rock. Außerdem verband man mit dieser Bezeichnung zugleich eine Herkunft aus der Mittelschicht der typischen US-amerikanischen Vororte.
Charakteristisch für den Garagenrock ist außerdem, dass ein Großteil der Songs Teenager-affine, also pubertätszentrierte Thematiken misslingender Sexualökonomie, zumeist aus der Sicht heranwachsender Männer, behandelt. Die Musiker waren Mitte der 1960er Jahre, in der Hochphase des Genres, oft Jugendliche, also Schüler mit ihren alltäglichen Sorgen und Nöten.
Die Bands nutzten jede sich bietende Möglichkeit für öffentliche Auftritte, egal ob zu Tanzveranstaltungen, Geburtstagspartys oder in Einkaufszentren. Die etwas professionelleren schafften den Sprung in richtige Klubs und Konzertsäle, andere erlangten gerade ein Wochenende lang Berühmtheit. Den Glücklicheren wurde ein Plattenvertrag für eine Single angeboten, häufig als Preis für den ersten Platz bei lokalen Talentwettbewerben wie den Battle-of-Bands-Veranstaltungen. Das waren eine der typischen und regelmäßigen Wochenend-Tanzveranstaltungen der 1960er Jahre in den USA. Anderen Bands gelang es, das nötige Geld für eine Single aus eigener Kraft aufzubringen. Möglich wurde das durch eine große Anzahl von kleinen und unabhängigen Plattenfirmen, die immer auf der Suche nach neuen Talenten waren. Diese Plattenfirmen waren nicht selten ähnlich amateurhaft wie die Bands, die sie verpflichteten.
Billige Ausstattung und unprofessionelle Produktion waren auch der Ursprung für den typischen Klang dieser Musik. Doch auch technische Neuheiten wie die Fuzzbox trugen zur Klangcharakteristik bei. Mitte der 1960er Jahre kamen noch die elektronische Farfisa-Orgel und das Gitarrenequipment der Firma Vox als typisch klangbildende Elemente hinzu.
Eine Schallplattenproduktion war die Grundvoraussetzung für den Einsatz bei einer der vielen lokalen Radiostationen. Gelang einer Band dort ein lokaler Hit, bestand die Möglichkeit auf einen Vertriebsvertrag mit einer größeren Plattenfirma und einer landesweiten Distribution. Auf diese Weise schafften es Bands bis in die Billboard-Charts und wurden millionenfach verkauft. Wie z. B. die Band Syndicate of Sound, deren Single Little Girl zuerst auf dem Hush-Label erschienen war, dann von der Firma Bell Records im gleichen Jahr wiederveröffentlicht wurde, so 1966 Platz acht in den US-Charts erreichte und auch international mit diesem Song erfolgreich war.
Während sich die Garage-Rock-Bands in den Anfängen von 1963 bis 1965 an den klaren Strukturen des Rock ’n’ Roll, Rhythm and Blues oder der poppigeren Beatmusik orientierten, entstanden in den Jahren 1965 bis 1967 Bands, die eine neue Richtung, den Psychedelic Rock, voranbrachten. In den Jahren ab 1968 gewann der schlichte Rock, aber auch Funk und Soul mehr an Einfluss. Die Übergänge sind jeweils fließend.
Für die erste Generation stehen Bands wie The Kingsmen, The Standells, The Sonics und The Barbarians, für die zweite The 13th Floor Elevators, The Seeds und für die dritte Generation The Stooges und MC5. Es entwickelte sich ein Standardrepertoire an Songs, die gerne gecovert wurden, wie „Gloria“ von Them oder das vermeintlich mit sexuellen Anspielungen gespickte „Louie Louie“ von Richard Berry.
Bis auf einige One-Hit-Wonder gerieten die Garage-Rock-Bands der 1960er Jahre zunehmend in Vergessenheit. Doch schon 1972 entdeckte Lenny Kaye diese Bands für eine Zusammenstellung neu, die als Doppel-LP unter dem Titel „Nuggets“ bei der Plattenfirma Elektra erschien. Eine Zusammenstellung, auf der sich neben den Charts-Erfolgen der The Kingsmen, The Standells, The Seeds auch völlig unbekannte Bands befanden. Diese Zusammenstellung verkaufte sich zwar gut, aber die eigentliche Wiederentdeckung des Garage Rock ging mit dem Punkrock der 1970er Jahre einher. Die Plattenfirma Sire Records veröffentlichte die Nuggets-Zusammenstellung 1976 erneut. Das Fanzine „Who Put The Bomp“ von Greg Shaw veröffentlichte unter dem Einfluss von Lester Bangs neben Artikeln zu den aktuellen Punkbands auch Artikel über die vergessenen Garage-Rock-Bands. Des Weiteren startete 1979 eine ganze Serie von Zusammenstellungen auf Schallplatte unter dem Titel „Pebbles“ mit Hilfe von Greg Shaw. In den darauf folgenden Jahren wurden selbst die seltensten und seltsamsten Aufnahmen wiederveröffentlicht und entweder auf Zusammenstellungen, oder zu einem ehemals nie veröffentlichten Album zusammengetragen. Es entwickelte sich eine ausgeprägte Underground- und Sammlerkultur.
Unter dem Einfluss der wiederveröffentlichten Aufnahmen wuchsen verschiedene Generationen von Bands heran, die sich in der Tradition des Garage Rock sahen. In den frühen 1970ern waren das zum Beispiel The Flamin’ Groovies. Zur Zeit des Punkrock waren es die Ramones, Patti Smith und die eigenwilligen The Cramps oder The Soft Boys. Aber erst in den 1980ern gab es ein richtiges Revival, das auch als Garage Revival bezeichnet wurde. Dazu gehörten Bands wie Miracle Workers, The Fuzztones, The Prisoners, The Cynics, The Chesterfield Kings oder The Pandoras, die teils den Stil der 1960er Jahre bis ins Detail (mit originalen Instrumenten und Equipment) kopierten, teils mit der ungestümen Energie des Punk verbanden.
Ab Ende der 1990er bis zu den mittleren 2000er Jahren wurde Garage Punk erneut populär, als eine neue Welle vorwiegend US-amerikanischer, britischer, australischer und schwedischer Bands wie The Strokes, The Hives, The Libertines, Mando Diao, Kings of Leon, The Killers, The Vines, The Von Bondies, Arctic Monkeys, Eagles of Death Metal, Jet, The Dandy Warhols, Caesars und The White Stripes sich klassischer Garage-Rock-Elemente bedienten. Diese Zeit wird deshalb häufig als Neo-Garage-Welle oder Garage Rock Revival bezeichnet. Weil die Namen dieser Bands oft dem Muster „The ...s“ folgen, spricht man auch von „The-Bands“.

## Verwandte Musikstile
- Beat
- Britpop
- C86
- Indie-Rock
- Psychedelic Rock
- Punk
- Detroit Rock
- Rock ’n’ Roll